# Nemopterella remifera
Nemopterella remifera är en insektsart som först beskrevs av John Obadiah Westwood 1874.  Nemopterella remifera ingår i släktet Nemopterella och familjen Nemopteridae. Inga underarter finns listade i Catalogue of Life.